# Баден (округ, Австрия)
Ба́ден (нем. Bezirk Baden (Österreich)) — округ в Австрии. Центр округа — город Баден. Округ входит в федеральную землю Нижняя Австрия. Занимает площадь 753,37 км². Население 126 892 чел. Плотность населения 168 человек/кв.км.
Официальный код округа AT122.